# 임우

임우(林祐, 1562년~1599년) 조선시대의 내시이다.
본관은 평택(平澤)으로, 자는 덕응(德應), 호는 망우당(忘憂堂)이다.
아버지는 판돈녕부사 임철(林鐵)이며, 어머니는 김해김씨(金海金氏)이다.

## 생애
1583년(선조 16) 내시로 들어가서 왕을 시종하였다. 1592년 임진왜란이 일어나서 왕이 의주로 몽진할 때 호종(扈從)하였다. 몽진하는 동안에 행재소가 마땅하지 않을 때에는 사전에 답사하여 행재소를 마련하는 등의 공으로 마제은(馬蹄銀) 500냥과 옷 한벌을 하사받았다.
내시로는 특별가자로 자헌대부(資憲大夫)에 오르고, 난이 끝난 뒤 1604년 (선조 37) 6월 25일 호공신 3등으로 울릉군(蔚陵君)에 봉해졌다. 1605년에 숭록대부(崇祿大夫)에 추증되었다. 초상화가 현재까지 전해지고 있다.